# Marianne Grøndahl
Marianne Hoppe Grøndahl (født 27. november 1938 i Stege, død 19. marts 2012) var en dansk fotograf. Mor til bl.a. forfatter Jens Christian Grøndahl.
Hun var datter af advokat Niels Aage Hoppe (død 1995) og hustru maler, emaillekunstner Inger Hanmann. Grøndahl blev udlært reklamefotograf, fik svendebrev fra Teknologisk Institut 1957 og arbejdede bl.a. som røntgenfotograf på Sankt Lukas Stiftelsen. I slutningen af 1970'erne indledte hun sit virke som freelance dokumentarfotograf. Fra 1980 til 1999 fotograferede hun teater på Odense Teater, Café Teatret, Folketeatret og Det Kongelige Teater.
Hun har bidraget til over tyve bøger og er repræsenteret på Det Kongelige Bibliotek, Museet for Fotokunst og Det Nationalhistoriske Museum på Frederiksborg Slot. 2011 udkom hendes sidste fotobog, De udstødte, om hjemløse borgere i Odense, som hun havde observeret i to år.

## Hæder
- Niels-Prisen 1989
- Augustinus Fonden 1992, 1994, 2007, 2010
- Overretssagfører L. Zeuthens Mindelegat 1993, 1994
- Ny Carlsbergfondet 1994, 1998, 2002, 2005, 2007
- Dronning Margrethe og Prins Henriks Fond 1994, 1998
- Statens Kunstfond 1996, 2001
- Knud Højgaards Fond 1997
- Politiken-Fonden 1998, 2009
- Grosserer L.F. Foght's Fond 1999, 2010
- Velux Fonden 1999, 2002, 2006
- Bikubenfonden 1999
- Konsul George Jorck og Hustru Emma Jorck's Fond 1999
- Carl Nielsen og Anne Marie Carl Nielsen Legatet 2000
- Dansk Komponistforening 2001
- BG Fonden 2002, 2005
- Toyota Fonden 2002, 2005
- Erik Birger Christensens Fond 2002, 2004, 2010
- Beckett-Fonden 2005
- Den Danske Forskningsfond 2007
- Diplom fra Forening for Boghaandværk 2007
- Kunstrådets Billedkunstudvalg 2008
- OAK Foundation Denmark 2008, 2010
- Sportgoodsfonden 2009
- Garnisons Sogns Menighedspleje 2009
- Oticon Fonden 2010
- Fogtdals Fotografpriser 2010
- Aage og Johanne Louis-Hansens Fond 2010
- Odense By og Kulturforvaltning 2010
- Flere arbejdsophold på Statens Værksteder for Kunst 1989-2010
- Nomineret for Udstødt til Deutsche Börse Photography Prize 2012
- Optaget i Kraks Blå Bog

## Separatudstillinger
- Ny Carlsberg Glyptotek 1989
- Arbejdermuseet, København 1991
- Nationalmuseet, København 1993
- Det Nationalhistoriske Museum på Frederiksborg Slot, Hillerød 2002
- Den Danske Ambassade i Berlin 2002
- Esbjerg Hovedbibliotek 2003
- Øregaard Museum, Hellerup 2004
- Museet for Fotokunst, Brandts, Odense (retrospektiv) 2008
- Fotografisk Center, København 2010
- Museet for Fotokunst, Brandts, Odense (Udstødt) 2011